# 文法学
文法学（ぶんぽうがく、英語: grammar、ラテン語: ars grammatica）は、言語学の分野で、自然言語の文法を分析する学問。文法論（ぶんぽうろん）ともいう。
近代言語学の成立以前は、ラテン語・アラビア語・サンスクリット語など主に古典言語・聖典言語のための学問として各地に存在した。

## 歴史
古代ギリシア・ローマでは、ディオニュシオス・トラクスら多くの学者が文法を論じ、特にドナトゥスやプリスキアヌスの著作は中近世ヨーロッパにも受容された。また古代には、文字の読み書きの教育や、ホメロス研究などの文献学も文法学に含まれた。
中近世ヨーロッパでは、論理学・修辞学と並ぶトリウィウムとして自由七科に含まれ、各地にラテン語学校（グラマースクール）が設立された。キリスト教徒、特に聖職者にとって言葉を誤り無く相手に伝えることは聖書に書かれた教義を正しく布教するうえで重要であると考えられた。このため、修道院や大学などで学生達に文法学の講義が行われた。グラマースクールのルーツもこうした修道院内の教育施設に由来している。
中世イスラム世界では、アラビア語文法学がアリストテレスの影響を受けつつ発達した。10世紀バグダードでは、文法学者と論理学者による公開討論が開かれ、文法学者が「論理学はギリシア語特有の学問であり、ギリシア語以外で論理学を扱っても無駄である」と主張して論理学者に勝利した。
インドでは、ヤースカ、パーニニ、パタンジャリ、バルトリハリら文法学派が、サンスクリット文法学（バイヤーカラナ）を扱った。
近現代では、文法論(grammar)は言語学の関連分野ないし細分野である。統語論（Syntax、構文論）と同一視されることも時折あるが、一般には分けて扱われる。また、「文脈自由文法」など、分野的にというよりも専ら慣例的にその語が使われている、といった場合も多い。